# Żelazna Kotlina

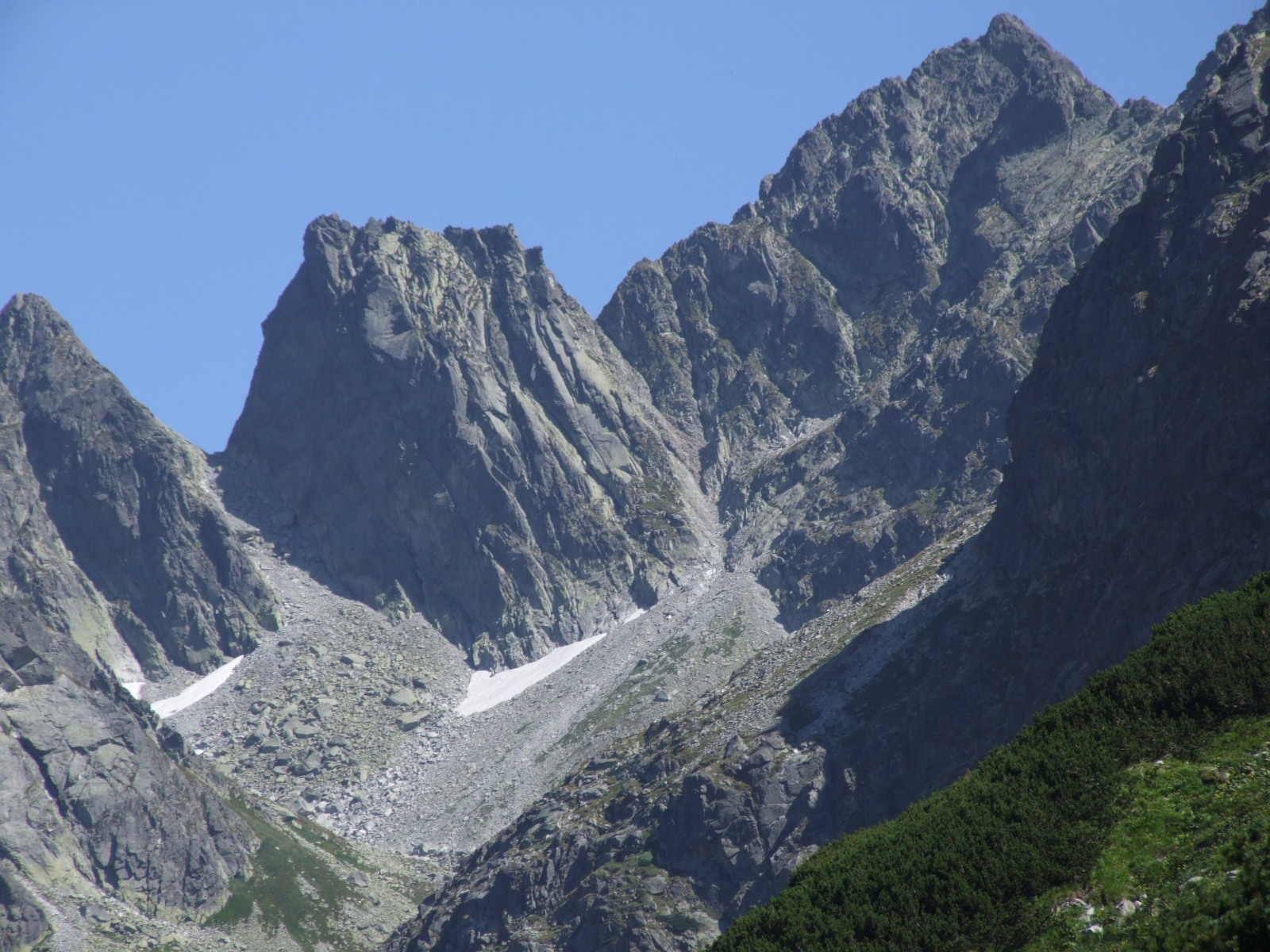
Żelazna Kotlina widoczna poniżej Wschodniego Szczytu Żelaznych Wrót

Żelazna Kotlina (słow. Železná kotlina) – kotlina będąca najwyższym piętrem Doliny Złomisk w słowackiej części Tatr Wysokich.
Ograniczenie Żelaznej Kotliny tworzą:
- od północy grań główna Tatr na odcinku od Zachodniego Żelaznego Szczytu po Zmarzły Szczyt,
- od wschodu Zmarzły Szczyt i północna część grani Kończystej po Przełączkę pod Małą Kończystą,
- od zachodu zamyka ją odbiegająca od Zachodniego Żelaznego Szczytu krótka grań do Koziej Strażnicy,
- od południa niezbyt stromy próg, poniżej którego znajduje się Zmarzła Kotlina[3].

Żelazna Kotlina jest najbardziej na wschód wysuniętym odgałęzieniem Doliny Złomisk. Jej dolny brzeg znajduje się na wysokości ok. 2075 m n.p.m.
Do Żelaznej Kotliny nie prowadzą żadne znakowane szlaki turystyczne, ale odwiedzana jest przez taterników (dość rzadko). Prowadzi przez nią kilka ważnych dla taterników szlaków. Jest to znane od dawna przejście przez Wschodnie Żelazne Wrota i Zachodnie Żelazne Wrota. Obydwa łączą Dolinę Mięguszowiecką z Doliną Białej Wody. Łatwiejsze i częściej używane jest przejście przez Wschodnie Żelazne Wrota. Przez Przełęcz koło Drąga prowadzi także łatwe przejście z Żelaznej Kotliny do Doliny Batyżowieckiej. Z Żelaznej Kotliny taternicy starują także do wspinaczki na południowo-zachodniej ścianie Wschodniego Żelaznego Szczytu.